# 锈毛两型豆
锈毛两型豆（学名：Amphicarpaea rufescens）为豆科两型豆属下的一个种。